# بونراکو (فیلم)
بونراکو (انگلیسی: Bunraku) یک فیلم اکشن است که در سال ۲۰۱۰ منتشر شد. مضامین آن بسیار متکی بر سینمای سامورایی و وسترن است.